# Казунгульський міст
Казу́нгульський міст (англ. Kazungula Bridge) — автомобільно-залізничний міст через річку Замбезі між Замбією та Ботсваною в Казунгулі, відкритий 2021 року.
У серпні 2007 року уряди Замбії та Ботсвани анонсували угоду про спорудження мосту на заміну тодішньої Казунгульської поромної переправи.

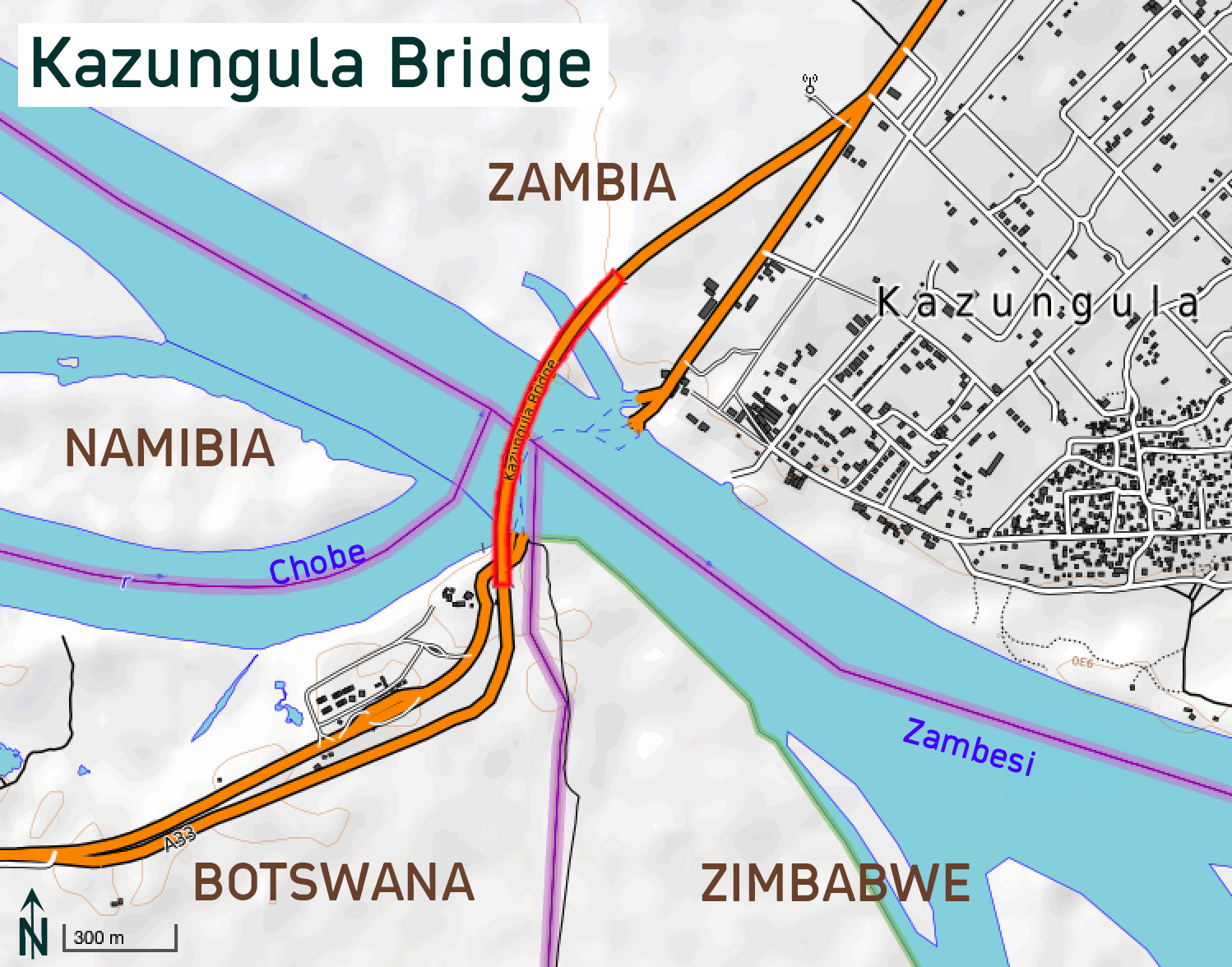
Мапа Казунгульського мосту відносно Казунгули в Ботсвані (південний захід) і Казунгули в Замбії (північний схід)

Будівництво із загальним кошторисом $259,3 млн, що включає облаштування міжнародних прикордонних переходів по обидва береги, офіційно розпочалося 12 жовтня 2014 року та закінчилося 10 травня 2021 року. Виконавцем робіт виступила південнокорейська будівельна компанія Daewoo E&C. Відкриття відбулося пізніше через транспортні проблеми, які виникли внаслідок пандемії коронавірусної хвороби 2019.
Проєкт профінансували Японське агентство міжнародного співробітництва й Африканський банк розвитку. Міст довжиною 923-метри (3 028 фут) і шириною 18,5-метра (61 фут) має основний проліт завдовжки 129 метрів (423 фут) і сполучає містечко Казунгула (Замбія) в Замбії з Ботсваною. Він має спеціальний вигин, аби запобігти проляганню на території суміжних Зімбабве та Намібії. На мосту передбачена одноколійна залізнична колія між двома смугами автомобільного руху та тротуари для пішоходів.
Запропонована залізниця Мосеце — Казунгула — Лівінгстон має пролягати через Казунгульський міст.